# Pachyagrotis benigna
Pachyagrotis benigna là một loài bướm đêm trong họ Noctuidae.